# NIFL Premiership
1. severoirská fotbalová liga (oficiálně od roku 2013 jako NIFL Premiership, dříve IFA Premiership, Irish Premier League a předtím Irish Football League) je nejvyšší fotbalovou ligovou soutěží v Severním Irsku.  
Je to druhá nejstarší národní liga na světě podle roku založení, byla vytvořena týden před skotskou fotbalovou ligou a dva roky po anglické fotbalové lize. Vznikla v roce 1890 jako ligová soutěž v celém Irsku, čistě severoirskou se stala v roce 1921 po politickém rozdělení ostrova.
Pro sezonu 2008/09 byla liga reorganizována. Nejvyšší liga byla přejmenována na IFA Premiership a zredukována na dvanáct týmů, vybraných nejen na základě výsledků sezóny 2007/08, ale také předchozích dvou sezón a dalších kritérií. V létě roku 2013 se severoirská fotbalová liga (NIFL) odtrhla od kontroly IFA , aby zorganizovala Premiership a Championship , první dvě úrovně severoirské ligy.
NIFL Premiership 
V létě 2013 se severoirská fotbalová liga (NIFL) odtrhla od kontroly Severoirské fotbalové federace, aby zorganizovala Premiership (1. liga) a Championship (2. liga).

## Nejvíce sezon v lize
Jedná se o kompletní seznam klubů, které se zúčastnilo 122 sezon od sezóny 1890/91 až do sezóny 2022/23 (tučně označené).
- 122 sezon: Cliftonville FC, Glentoran FC, Linfield FC
- 112 sezon: Lisburn Distillery FC
- 100 sezon: Glenavon FC
- 89 sezon: Coleraine FC
- 88 sezon: Portadown FC
- 82 sezon: Ballymena United FC
- 80 sezon: Ards FC
- 73 sezon: Crusaders FC
- 70 sezon: Bangor FC
- 57 sezon: Larne FC
- 48 sezon: Newry City FC
- 38 sezon: Belfast Celtic FC
- 36 sezon: Derry City FC
- 27 sezon: Carrick Rangers FC
- 26 sezon: Dungannon Swifts FC
- 15 sezon: Omagh Town FC
- 13 sezon: Ballyclare Comrades FC, Bohemian FC, Derry Celtic FC
- 14 sezon: Institute FC
- 12 sezon: Limavady United FC, Shelbourne FC
- 8 sezon: Queen's Island FC, Warrenpoint Town FC
- 7 sezon: Armagh City FC
- 6 sezon: Ballymena, Ulster
- 5 sezon: Ballinamallard United FC, Barn FC, Donegal Celtic FC
- 4 sezon: Loughgall FC
- 2 sezon: Ligoneil FC, Oldpark FC
- 1 sezon: Belfast YMCA FC, Clarence FC, Derry Olympic FC, King's Own Scottish Borderers, Lancashire Fusiliers, Milford FC, Milltown FC, Royal Scots, St Columb's Court, Tritonville

## Mistři
- 1890/1891: Linfield FC (1. titul)
- 1891/1892: Linfield FC (2)
- 1892/1893: Linfield FC (3)
- 1893/1894: Glentoran FC (1)
- 1894/1895: Linfield FC (4)
- 1895/1896: Lisburn Distillery FC (1)
- 1896/1897: Glentoran FC (2)
- 1897/1898: Linfield FC (5)
- 1898/1899: Lisburn Distillery FC (2)
- 1899/1900: Belfast Celtic FC (1)
- 1900/1901: Lisburn Distillery FC (3)
- 1901/1902: Linfield FC (6)
- 1902/1903: Lisburn Distillery FC (4)
- 1903/1904: Linfield FC (7)
- 1904/1905: Glentoran FC (3)
- 1905/1906: Cliftonville FC (1)
0000000Lisburn Distillery FC (5)
- 1906/1907: Linfield FC (8)
- 1907/1908: Linfield FC (9)
- 1908/1909: Linfield FC (10)
- 1909/1910: Cliftonville FC (2)
- 1910/1911: Linfield FC (11)
- 1911/1912: Glentoran FC (4)
- 1912/1913: Glentoran FC (5)
- 1913/1914: Linfield FC (12)
- 1914/1915: Belfast Celtic FC (2)
- 1915–1919: se nehrálo
- 1919/1920: Belfast Celtic FC (3)
- 1920/1921: Glentoran FC (6)
- 1921/1922: Linfield FC (13)
- 1922/1923: Linfield FC (14)
- 1923/1924: Queen's Island FC (1)
- 1924/1925: Glentoran FC (7)
- 1925/1926: Belfast Celtic FC (4)
- 1926/1927: Belfast Celtic FC (5)
- 1927/1928: Belfast Celtic FC (6)
- 1928/1929: Belfast Celtic FC (7)
- 1929/1930: Linfield FC (15)
- 1930/1931: Glentoran FC (8)
- 1931/1932: Linfield FC (16)
- 1932/1933: Belfast Celtic FC (8)
- 1933/1934: Linfield FC (17)
- 1934/1935: Linfield FC (18)
- 1935/1936: Belfast Celtic FC (9)
- 1936/1937: Belfast Celtic FC (10)
- 1937/1938: Belfast Celtic FC (11)
- 1938/1939: Belfast Celtic FC (12)
- 1939/1940: Belfast Celtic FC (13)
- 1940–1947: se nehrálo
- 1947/1948: Belfast Celtic FC (14)
- 1948/1949: Linfield FC (19)
- 1949/1950: Linfield FC (20)
- 1950/1951: Glentoran FC (9)
- 1951/1952: Glenavon FC (1)
- 1952/1953: Glentoran FC (10)
- 1953/1954: Linfield FC (21)
- 1954/1955: Linfield FC (22)
- 1955/1956: Linfield FC (23)
- 1956/1957: Glenavon FC (2)
- 1957/1958: Ards FC (1)
- 1958/1959: Linfield FC (24)
- 1959/1960: Glenavon FC (3)
- 1960/1961: Linfield FC (25)
- 1961/1962: Linfield FC (26)
- 1962/1963: Lisburn Distillery FC (6)
- 1963/1964: Glentoran FC (11)
- 1964/1965: Derry City FC (1)
- 1965/1966: Linfield FC (27)
- 1966/1967: Glentoran FC (12)
- 1967/1968: Glentoran FC (13)
- 1968/1969: Linfield FC (28)
- 1969/1970: Glentoran FC (14)
- 1970/1971: Linfield FC (29)
- 1971/1972: Glentoran FC (15)
- 1972/1973: Crusaders FC (1)
- 1973/1974: Coleraine FC (1)
- 1974/1975: Linfield FC (30)
- 1975/1976: Crusaders FC (2)
- 1976/1977: Glentoran FC (16)
- 1977/1978: Linfield FC (31)
- 1978/1979: Linfield FC (32)
- 1979/1980: Linfield FC (33)
- 1980/1981: Glentoran FC (17)
- 1981/1982: Linfield FC (34)
- 1982/1983: Linfield FC (35)
- 1983/1984: Linfield FC (36)
- 1984/1985: Linfield FC (37)
- 1985/1986: Linfield FC (38)
- 1986/1987: Linfield FC (39)
- 1987/1988: Glentoran FC (18)
- 1988/1989: Linfield FC (40)
- 1989/1990: Portadown FC (1)
- 1990/1991: Portadown FC (2)
- 1991/1992: Glentoran FC (19)
- 1992/1993: Linfield FC (41)
- 1993/1994: Linfield FC (42)
- 1994/1995: Crusaders FC (3)
- 1995/1996: Portadown FC (3)
- 1996/1997: Crusaders FC (4)
- 1997/1998: Cliftonville FC (3)
- 1998/1999: Glentoran FC (20)
- 1999/2000: Linfield FC (43)
- 2000/2001: Linfield FC (44)
- 2001/2002: Portadown FC (4)
- 2002/2003: Glentoran FC (21)
- 2003/2004: Linfield FC (45)
- 2004/2005: Glentoran FC (22)
- 2005/2006: Linfield FC (46)
- 2006/2007: Linfield FC (47)
- 2007/2008: Linfield FC (48)
- 2008/2009: Glentoran FC (23)
- 2009/2010: Linfield FC (49)
- 2010/2011: Linfield FC (50)
- 2011/2012: Linfield FC (51)
- 2012/2013: Cliftonville FC (4)
- 2013/2014: Cliftonville FC (5)
- 2014/2015: Crusaders FC (5)
- 2015/2016: Crusaders FC (6)
- 2016/2017: Linfield FC (52)
- 2017/2018: Crusaders FC (7)
- 2018/2019: Linfield FC (53)
- 2019/2020: Linfield FC (54)
- 2020/2021: Linfield FC (55)
- 2021/2022: Linfield FC (53)

## Nejlepší kluby v historii - podle počtu titulů
| Vítězové nejvyšší ligové soutěže |        | |
| Klub                             | Tituly | Vítězné ročníky |
| Linfield FC                      | 56     | 1890/91, 1891/92, 1892/93, 1894/95, 1897/98, 1901/02, 1903/04, 1906/07, 1907/08, 1908/09, 1910/11, 1913/14, 1921/22, 1922/23, 1929/30, 1931/32, 1933/34, 1934/35, 1948/49, 1949/50, 1953/54, 1954/55, 1955/56, 1958/59, 1960/61, 1961/62, 1965/66, 1968/69, 1970/71, 1974/75, 1977/78, 1978/79, 1979/80, 1981/82, 1982/83, 1983/84, 1984/85, 1985/86, 1986/87, 1988/89, 1992/93, 1993/94, 1999/00, 2000/01, 2003/04, 2005/06, 2006/07, 2007/08, 2009/10, 2010/11, 2011/12, 2016/17, 2018/19, 2019/20, 2020/21, 2021/22 |
| Glentoran FC                     | 23     | 1893/94, 1896/97, 1904/05, 1911/12, 1912/13, 1920/21, 1924/25, 1930/31, 1950/51, 1952/53, 1963/64, 1966/67, 1967/68, 1969/70, 1971/72, 1976/77, 1980/81, 1987/88, 1991/92, 1998/99, 2002/03, 2004/05, 2008/09 |
| Belfast Celtic FC                | 14     | 1899/00, 1914/15, 1919/20, 1925/26, 1926/27, 1927/28, 1928/29, 1932/33, 1935/36, 1936/37, 1937/38, 1938/39, 1939/40, 1947/48 |
| Crusaders FC                     | 7      | 1972/73, 1975/76, 1994/95, 1996/97, 1939/40, 1947/48, 2014/15, 2015/16, 2017/18 |
| Lisburn Distillery FC            | 6      | 1895/96, 1898/99, 1900/01, 1902/03, 1905/06, 1962/63 |
| Cliftonville FC                  | 5      | 1905/06, 1909/10, 1997/98, 2012/13, 2013/14 |
| Portadown FC                     | 4      | 1989/90, 1990/91, 1995/96, 2001/02 |
| Glenavon FC                      | 3      | 1951/52, 1956/57, 1959/60 |
| Coleraine FC                     | 1      | 1973/74 |
| Derry City FC                    | 1      | 1964/65 |
| Queen's Island FC                | 1      | 1923/24 |
| Ards FC                          | 1      | 1957/58 |